# 릉라도 5월1일 경기장
릉라도 5월1일 경기장(綾羅島 5月1日 競技場) 또는 릉라도5.1경기장은 평양직할시 릉라도에 있는 경기장으로 행정 구역 상으로는 평양직할시 중구역에 속해 있으며, 1989년 8월에 개최된 제13차 세계청년학생축전을 위해 1989년 5월 1일 완공되었다.
2002년과 2005년에 아리랑 축제가 이곳에서 개최되었다. 이 경기장은 15만 명을 수용할 수 있으며, 자동차 경주장을 제외하면 세계에서 가장 큰 다목적 경기장이다. 준공 이틀전인 1989년 4월 29일에는 중앙인민위원회를 통해 인민대경기장으로 명명되기도 했으며, 5월 1일 준공식때 지금의 이름으로 확정되었다. 5월 1일 경기장이라는 이름은 준공식이 국제 노동절, 즉, 5월 1일에 진행된 점을 감안한데서 비롯되었다고 한다.

## 대중문화
- 2017년에 개봉된 영화 강철비에 나온다.

## 사진

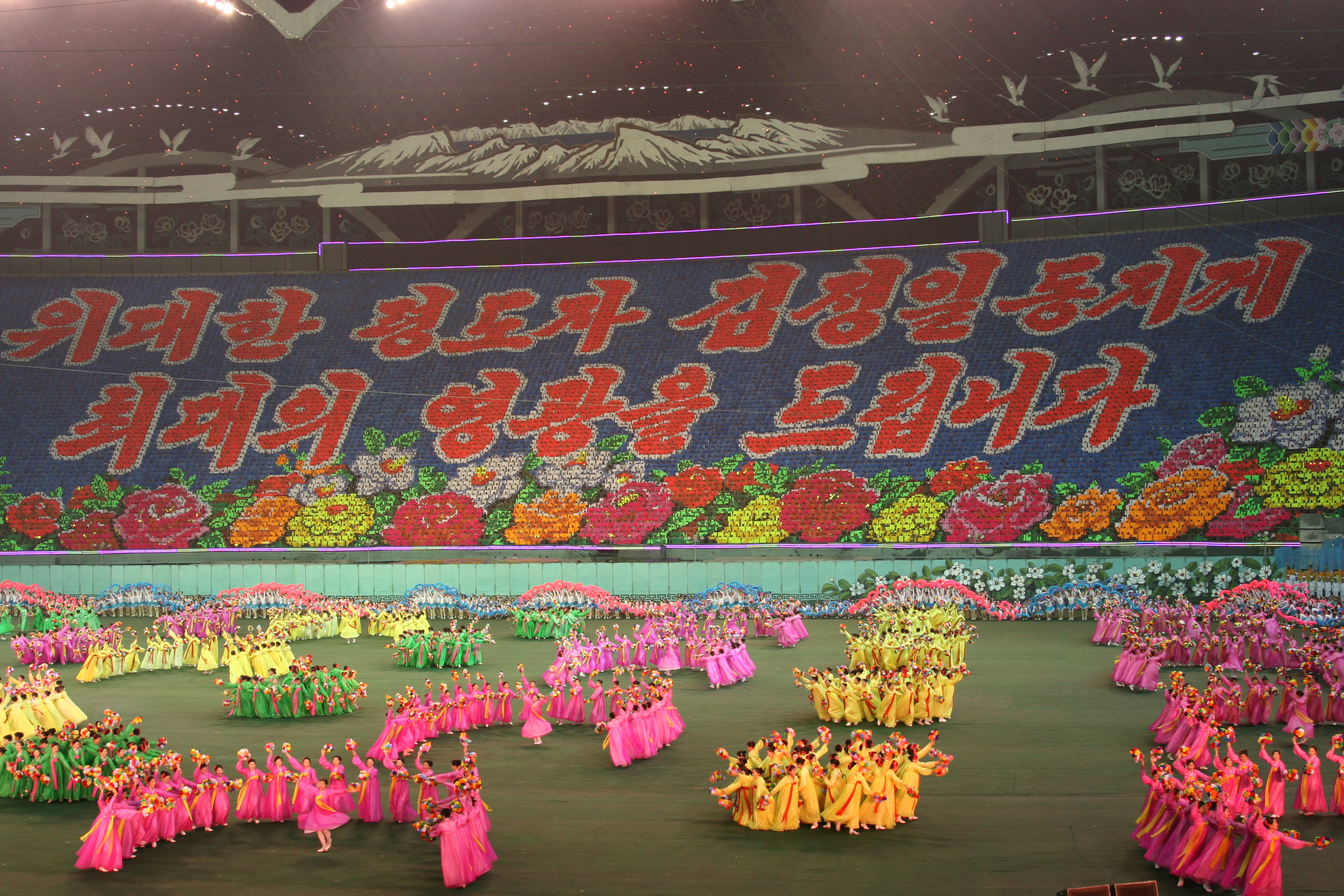
릉라도 5월1일 경기장의 모습

## 같이 보기
- 김일성경기장